# Jorge Alexandrovich da Rússia
Jorge Alexandrovich Romanov (em russo:  Великий Князь Георгий Александрович Романов; transl. velikiy knyaz Georgy Alexandrovich Romanov), (9 de maio de 1871 - 10 de julho de 1899) era o terceiro filho do czar Alexandre III da Rússia e da sua esposa, a imperatriz Maria Feodorovna. Foi chamado de Jorge em honra do seu tio e irmão mais novo da sua mãe, o rei Jorge I da Grécia. Quando nasceu, o seu pai, como filho mais velho do czar Alexandre II da Rússia, era o czarevich da Rússia. A seguir ao seu irmão mais velho, o grão-duque Nicolau Alexandrovich, o recém-nascido Jorge era o terceiro em linha de sucessão ao trono, uma vez que um outro irmão chamado Alexandre tinha morrido antes do seu nascimento com poucos meses de idade. Entre a sua família tinha a alcunha de "salgueiro".

## Infância

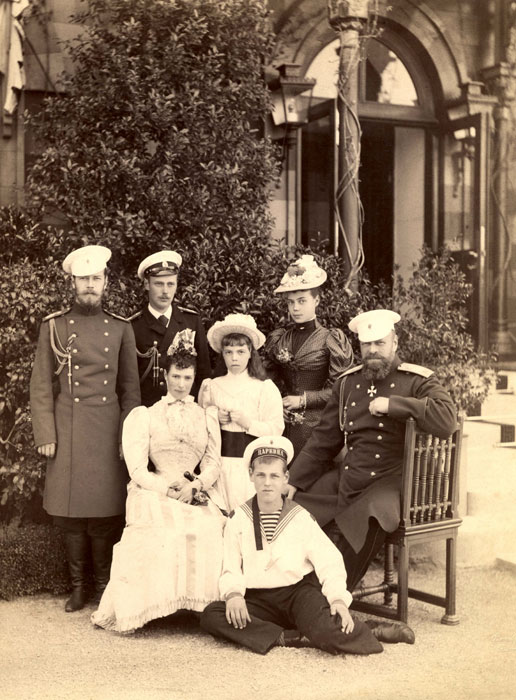
Jorge (2º da esquerda) com a sua família

Quando era criança, Jorge era mais forte e saudável do que o seu irmão, o futuro czar Nicolau II e podia ser descrito como o típico Romanov. Era alto, ao contrário do seu irmão, bonito e muito divertido. Tinha tendência para arranjar problemas e ser mal comportado, mas como a sua mãe gostava muito dele, livrava-se dos castigos facilmente. Tal como os seus irmãos, foi criado à maneira inglesa. Dormiam em camas amovíveis e levantavam-se às seis da manhã para tomar banhos de água fria, sendo que apenas em raras ocasiões tinham autorização para tomar banhos com água quente na casa de banho da mãe. Ao pequeno-almoço comiam normalmente papas de aveia e pão preto. Ao almoço eram servidos bolos de carne ou bife grelhado com ervilhas e batatas assadas e ao lanche tinham pão com manteiga ou geleia. Bolos só se serviam em ocasiões muito especiais.

## Educação, carreira e saúde

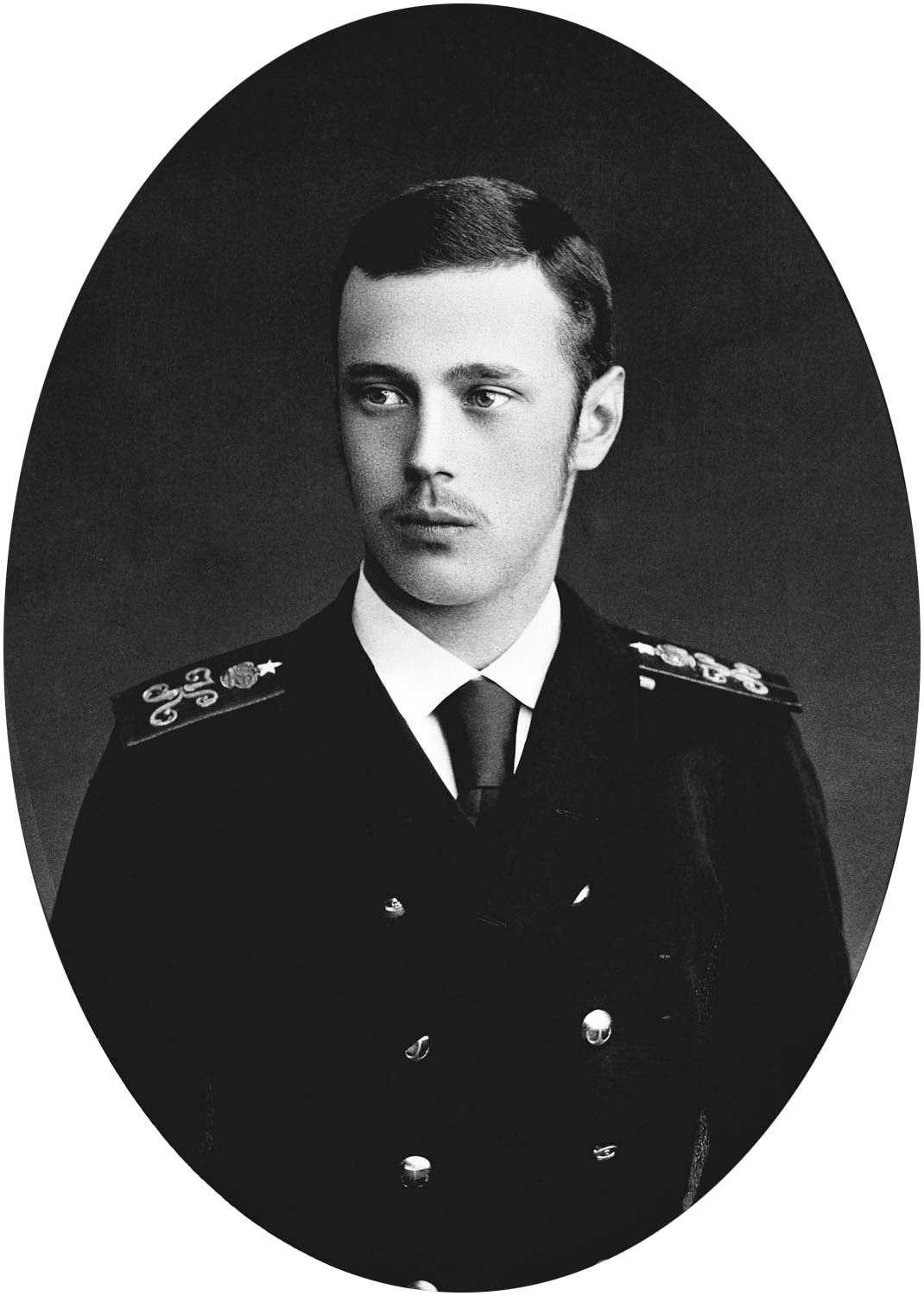
Jorge

Jorge era considerado o mais inteligente dos filhos de Alexandre III, tendo também herdado a sociabilidade da mãe. Nicolau e Jorge partilhavam uma sala de estar, uma sala de jantar, um quarto de brincar e um quarto de dormir, todos mobilados de forma muito simples. A mãe de Jorge ensinou-lhe que a vida familiar era muito importante. Devido ao casamento feliz dos seus pais, ele foi criado numa atmosfera de amor e segurança que faltava em muitas casas reais. No dia 27 de maio de 1883, os pais de Jorge foram coroados numa cerimónia magnífica na Catedral da Dormição no Kremlin de Moscou. Os novos imperadores receberam uma homenagem por parte da família imperial incluindo dos seus filhos Nicolau e Jorge, ambos de uniforme. Foi uma grande ocasião na vida do jovem Grão-Duque. A maior parte do tempo a família vivia na segurança e conforto do Palácio de Gatchina.
Jorge era considerado o mais inteligente de todas as crianças imperiais. Também era muito social, ao contrário do seu irmão. Jorge e Nicolau partilhavam os mesmos tutores, mas estudavam em salas diferentes. Mais tarde frequentaram o curso na Academia Naval Russa. Ambos os irmãos falavam e escreviam inglês na perfeição e gostavam bastante de desporto, particularmente de caça e pesca. Também falavam fluentemente Francês e um pouco de alemão e dinamarquês. Jorge dava sinais de uma grande carreira na marinha antes de adoecer com tuberculose em 1890.
O czar e a czarina decidiram enviar Nicolau e Jorge numa viagem de 9 meses pelo mundo em 1890. Jorge iria como cadete naval e Nicolau para completar a sua educação vendo algo diferente por todo o mundo. Maria Feodorovna esperava que o sol quente e os ares marítimos fizessem bem à saúde do seu filho. Eles deixaram Gatchina no dia 4 de novembro de 1890. A czarina nunca se tinha separado dos filhos por tanto tempo e sentiu muitas saudades deles. "Não podes imaginar como é triste e difícil estar aqui sem ti, meu anjo, e como dói pensar nesta longa separação", escreveu ela numa carta a Jorge.
Os seus dois irmãos foram até à Grécia num navio de Guerra para se juntarem aos seus primos que incluíam o Príncipe Jorge da Grécia, conhecido como o "Jorge Grego". A partir daí eles viajaram até ao Egipto. Quando chegaram a Bombaim na Índia, Nicolau enviou um telegrama à sua mãe onde dizia que Jorge não tinha saído do navio porque tinha problemas na perna. Apesar de garantir aos pais que estava perfeitamente bem, eles foram subitamente informados de que ele tinha febre alta e ia regressar a casa. A Imperatriz ficou alarmada. "Não consegues imaginar a angústia que tenho passado nestes últimos dias", escreveu ela. "Apesar de todas as análises… tenho de levar as coisas com calma, e convencer-me a mim própria que é apenas uma simples e horrível malária e que vai passar com uma mudança de ares". Jorge, na verdade, sofria de bronquite aguda e foi enviado para Atenas onde foi examinado por médios reais. A Imperatriz ficou nervosa por ambos os filhos: Jorge porque sentiu bem o seu desapontamento e Nicolau que estava agora sem a companhia do irmão.

## Czarevich
Em novembro de 1894, Alexandre III morreu subitamente e Nicolau subiu ao trono. Na altura, Nicolau não tinha filhos, por isso, de acordo com as leis de sucessão russas, Jorge tornou-se czarevitch e estava em primeiro lugar para a sucessão ao trono.
A fraca saúde de Jorge forçou-o a mudar-se para Borjomi, na Geórgia. Foi-lhe impossível regressar a São Petersburgo para o funeral do pai, Alexandre III, uma vez que os médicos o proibiram. Nicolau escreveu ao seu irmão, "Rezo constantemente a Deus para que te envie uma recuperação rápida e completa, bem como conforto para ti, porque é muito mais difícil estar sozinho depois de tão grande desgosto do que estar, como nós, juntos!". Jorge também faltou aos baptizados das suas sobrinhas Olga e Tatiana. Pouco depois do nascimento da terceira filha de Nicolau, Maria, em junho de 1899, Jorge escreveu ao seu irmão mais velho, "Estou terrivelmente triste por não ter conseguido ainda ver e conhecer as tuas filhas, mas o que posso fazer? Significa que não é destino, mas sim a vontade de Deus".

## Morte e funeral

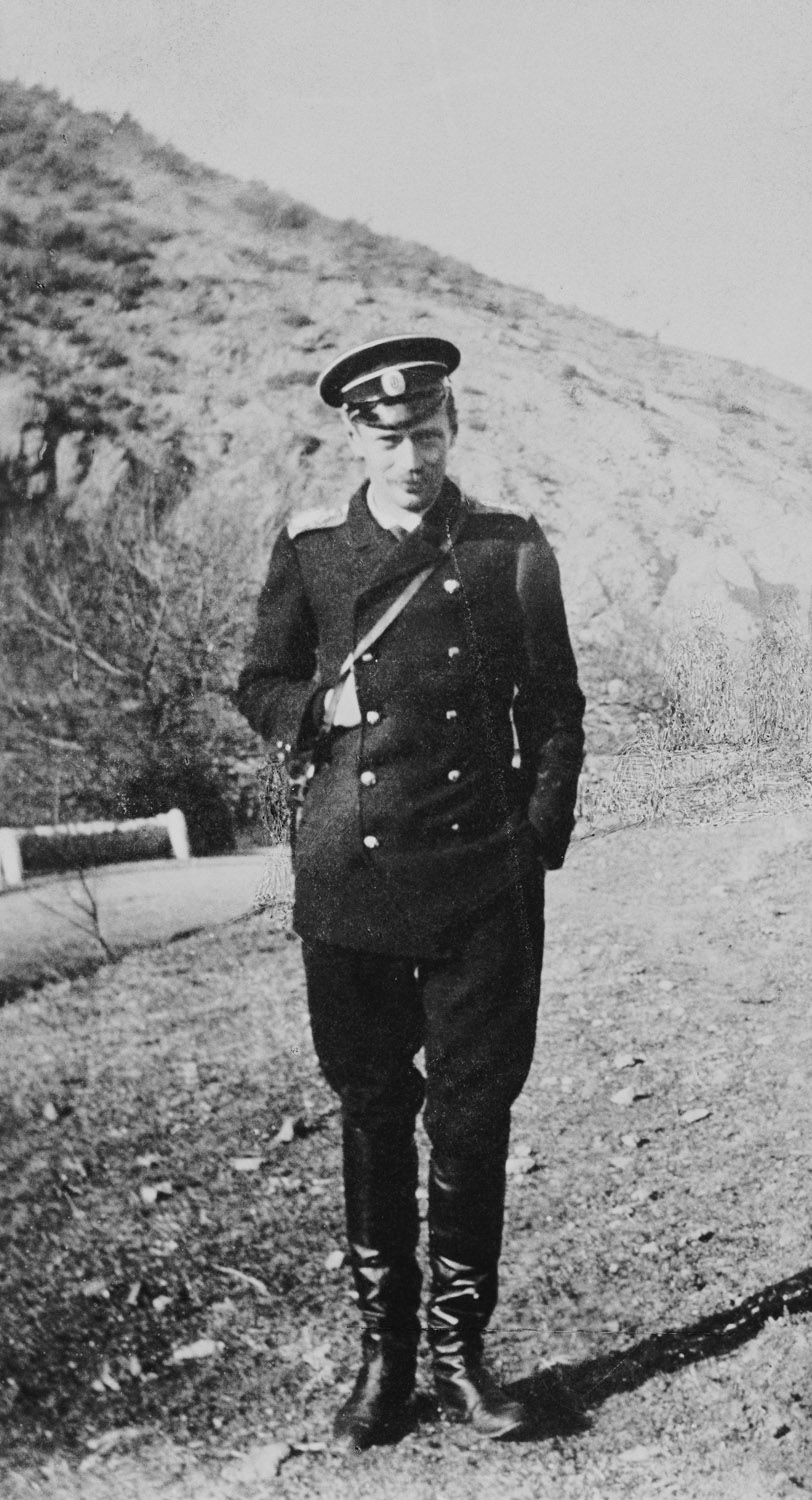
Jorge Alexandrovich nos seus últimos anos em 1898

As visitas da sua mãe à Geórgia eram muito agradáveis. Em 1895, Jorge e Maria Feodorovna visitaram a Dinamarca, uma vez que já não viam os seus parentes dinamarqueses há mais de 4 anos. Foi uma visita triste, uma vez que foi a primeira sem o antigo Czar. Depois, subitamente, a sua saúde piorou. A sua mãe escreveu numa carta "Ontem, no jardim, ele expectorou com algum sangue… isso assustou-me mais do que consigo dizer – a surpresa de o ver foi um verdadeiro choque, porque ele tinha estado tão bem ultimamente. Estou bastante desesperada por isto ter acontecido aqui".
Como resultado, Jorge foi proibido de fumar e obrigado a ficar na cama até estar em condições para o seu regresso à Geórgia. Quando escreveu novamente a Nicolau, Jorge contou-lhe sobre a sua viagem à Dinamarca, "Claro que foi bom ver a família ao fim de 4 anos, mas não me fez nada bem, já que perdi 2 quilos e meio que tinha conseguido ganhar com muita dificuldade em Maio e Junho. Também já não consigo respirar muito bem. Por isso são estes os resultados da minha viagem. Muito irritante".
Jorge morreu subitamente no dia 10 de julho de 1899, aos 28 anos. Ele tinha saído na sua motocicleta e, algumas horas depois, quando não regressou, os seus empregados preocupados foram à sua procura. Quando o encontraram era tarde demais. Uma camponesa tinha-o encontrado desmaiado numa vala na estrada com sangue a sair-lhe da boca enquanto lutava por respirar. Ela segurou-o nos seus braços até ele morrer. A notícia chegou a Nicolau por telegrama e foi ele que teve a difícil tarefa de contar à sua mãe. Ela entrou num estado de verdadeira histeria. Durante muito tempo ela acreditou que o seu estado de saúde estava a melhorar a morte do filho foi um choque terrível.
A sua família ficou completamente devastada. Nicolau ficou particularmente afectado, uma fez que se tratava do seu irmão mais novo e companheiro de juventude. O Grão-Duque Constantino Constantinovich escreveu, "Todos estavam afectados por esta notícia triste e repentina". A rainha Vitória escreveu a Nicolau II, "Aceita a expressão dos meus mais sinceros pêsames no meu deste tempo de tristeza, pois eu sei bem a ligação que tinhas com o pequeno Jorge, cuja vida foi tão triste e só". Em resposta, Maria Feodorovna disse, "Muito obrigada pela vossa sincera simpatia neste momento terrível. O meu pobre e querido filho morreu bastante só. Estou de coração partido.
No dia 14 de agosto de 1899, o corpo de Jorge foi enterrado na Catedral da Fortaleza Pedro e Paulo em São Petersburgo, perto do local onde se encontrava o seu pai Alexandre III. Durante o funeral, a sua mãe não verteu uma única lágrima, mas manteve uma expressão de sofrimento profundo. Quando o caixão estava a ser baixado para o seu túmulo, Maria Feodorovna ficou ao lado da sua filha Xenia, agarrando-lhe o braço e, subitamente, olhando para ela com os olhos muito abertos, disse alto o suficiente para que todos a pudessem ouvir: "Vamos para casa. Já não aguento mais!" e saiu rapidamente. Ninguém chegou a ter tempo para deitar flores para o túmulo. Na carruagem ela chorou bastante, apertando o chapéu de Jorge que tinha tirado do caixão contra o peito.

## Legado
Nicolau II sempre recordou Jorge e o seu sentido de humor. Quando Jorge contava uma anedota, Nicolau escrevia as melhores em pedaços de papel e guardava-os numa caixa. Anos após a morte do seu irmão mais novo, não era raro ouvir o czar a rir-se sozinho no seu escritório, ao rever a caixa de anedotas. Quando o irmão mais novo de Jorge, Miguel Alexandrovich, teve o seu primeiro filho em 1910 deu-lhe o seu nome. No entanto este Jorge também morreria jovem em 1931 depois de um acidente de carro quando tinha 21 anos.
Décadas mais tarde, o seu corpo foi exumado para que se pudesse extrair uma amostra de ADN que seria comparada com os restos mortais encontrados em Ekaterinburgo em 1991 para comprovar se estes pertenciam ao seu irmão Nicolau e restante família. O resultado mostrou uma compatibilidade exacta. Mesmo depois da morte, Jorge provou ser uma grande ajuda para o seu irmão.